# Valentin Roberge
Valentin Sébastien Roger Roberge (ur. 9 czerwca 1987) – francuski piłkarz grający na pozycji obrońcy. Jest zawodnikiem Apollonu Limassol.

## Kariera klubowa
Karierę zawodową zaczynał w drużynach B francuskich klubów – Guingamp i Paris Saint-Germain.
Latem 2008 roku podpisał trzyletni kontrakt z greckim klubem Aris FC. W drugim sezonie klub dopadł kryzys finansowy, co sprawiło, że Roberge przez pięć miesięcy nie otrzymywał wypłaty i zdecydował się na rozwiązanie kontraktu.
Po odejściu z Arisu przeszedł pomyślnie testy w Marítimo Funchal i podpisał kontrakt z klubem. W sezonie 2011/12 wystąpił w 25 spotkaniach i pomógł zespołowi w awansie do Ligi Europy.
10 czerwca 2013 roku podpisał kontrakt z Sunderlandem na zasadzie wolnego transferu. 17 sierpnia zadebiutował w meczu z Fulham, a 24 września trafił gola po wrzutce Adama Johnsona w meczu z Peterborough w Pucharze Ligi.
1 września 2014 roku, przeszedł na zasadzie wypożyczenia do Stade de Reims. W 2016 trafił do cypryjskiego klubu Apollon Limassol.
| Sezon   | Klub                  | Kraj       | Rozgrywki      | Mecze | Bramki | Rozgrywki Europy | Mecze | Bramki |
| ------- | --------------------- | ---------- | -------------- | ----- | ------ | ---------------- | ----- | ------ |
| 2008/09 | Aris FC               | Grecja     | League Ellada  | 20    | 0      | -                | -     | -      |
| 2009/10 | Aris FC               | Grecja     | League Ellada  | 5     | 0      | -                | -     | -      |
| 2010/11 | Marítimo Funchal      | Portugalia | Liga Sagres    | 25    | 1      | -                | -     | -      |
| 2011/12 | Marítimo Funchal      | Portugalia | Liga Sagres    | 25    | 0      | -                | -     | -      |
| 2012/13 | Marítimo Funchal      | Portugalia | Liga Sagres    | 27    | 1      | Liga Europy UEFA | 9     | 1      |
| 2013/14 | Sunderland A.F.C.     | Anglia     | Premier League | 9     | 0      | -                | -     | -      |
| 2014/15 | Sunderland A.F.C.     | Anglia     | Premier League | 1     | 0      | -                | -     | -      |
| 2014/15 | Stade de Reims (wyp.) | Francja    | Ligue 1        | 8     | 0      | -                | -     | -      |
| 2015/16 | Sunderland A.F.C.     | Anglia     | Premier League | 0     | 0      | -                | -     | -      |

Stan na: koniec sezonu 2015/2016.